# Kikihia laneorum
Kikihia laneorum är en insektsart som beskrevs av Fleming 1984. Kikihia laneorum ingår i släktet Kikihia och familjen cikador. Inga underarter finns listade i Catalogue of Life.